# 新屋郵便局
新屋郵便局
（あらやゆうびんきょく）
- 秋田県秋田市にある郵便局。本記事にて記述。
- 富山県下新川郡入善町にある郵便局。局番号は32083。

（にいやゆうびんきょく）
- 群馬県甘楽郡甘楽町にある郵便局。局番号は04132。

新屋簡易郵便局（あたらしやかんいゆうびんきょく）
- 富山県南砺市にある簡易郵便局。局番号は32744。

新屋郵便局（あらやゆうびんきょく）は、秋田県秋田市新屋元町にある郵便局。民営化前の分類では無集配特定郵便局であった。

## 概要
住所：〒010-1631 秋田県秋田市新屋元町22-38

## 沿革
- 1875年（明治8年）1月2日 - 百三段新屋（ももさだあらや）郵便局（五等）として開設[1]。
- 1881年（明治14年）7月 - 四等郵便局となる[1]。
- 1885年（明治18年）10月1日 - 貯金取扱を開始[1]。
- 1886年（明治19年）4月26日 - 新屋郵便局に改称し、三等郵便局となる[1]。
- 1890年（明治23年）12月16日 -  郵便為替事務を開始、但し小為替振出事務は取り扱わず[2]。
- 1892年（明治25年）7月1日 - 小為替振出事務を開始[3]。
- 1896年（明治29年）7月1日 - 小包郵便取扱を開始[4]。
- 1899年（明治32年）4月1日 - 電信為替事務を開始[5]。
- 1900年（明治33年）1月1日 - 外国郵便為替の取扱を開始[6]。
- 1902年（明治35年）9月16日 - 新屋郵便電信局（三等）となる[7]。
- 1903年（明治36年）4月1日 - 通信官署官制の施行に伴い新屋郵便局（三等）になる[1]。
- 1904年（明治37年）6月3日 - 河辺郡新屋町字178から、同郡同町字黄金谷101に局舎を新築、移転[8]。
- 1909年（明治42年）11月1日 - 電話通話事務を開始[9]。
- 1910年（明治43年）4月1日 - 年金恩給払渡の取扱を開始[6]。
- 1916年（大正5年）
  - 4月1日 - 府県税納入振替貯金特別取扱を開始[10]。
  - 10月1日 - 簡易生命保険取扱を開始[6]。
- 1920年（大正9年）
  - 2月6日 - 河辺郡新屋町字黄金谷101から、同郡同町字押切11に局舎を新築、移転[8]。
  - 2月22日 - 羽越北線（現羽越本線）秋田-道川間開通に伴い鉄道郵便線路開通、その受渡局となる[11]。
- 1922年（大正11年）
  - 7月21日 - 特設電話加入申請受理を開始[12]。
  - 11月28日 - 電話交換業務を開始[13]。
- 1926年（大正15年）10月1日 - 郵便年金取扱を開始[6]。
- 1941年（昭和16年）
  - 2月1日 - 官制改正により特定郵便局となる。
  - 4月1日 - 行政区画変更に伴い、住所が秋田市新屋町字押切11となる[8]。
- 1952年（昭和27年）3月20日 - 電話交換業務を廃止（当該業務は秋田電話局が承継）[14]。
- 1952年（昭和28年）10月27日 - 国有局舎となる[15]。
- 1962年（昭和38年）5月1日 - 住居表示実施に伴い、住所が秋田市新屋元町22-38となる[15]。
- 1967年（昭和42年）7月24日 - 局舎新築のため、秋田市新屋元町15-37の仮局舎へ移転[15]。
- 1968年（昭和43年）8月24日 - 秋田市新屋元町22-38に局舎を新築、移転[15]。
- 1969年（昭和44年）
  - 2月23日 - 和文電報配達業務を秋田電報局に移管。夜間電報受付を廃止[16]。
  - 3月9日 - 普通郵便の日曜日配達を休止[16]。
- 2001年（平成13年）
  - 8月13日 - 当局管内の秋田市平成13年度国保税通知書108通が納税者に配達されてないことが発覚。市役所、郵便局ともにミスがないことを主張。
  - 10月17日 - 未着だった国保税通知書483通が秋田市消防庁舎5階廊下で発見され、市が陳謝[17]。
- 2003年（平成15年）3月3日 - 集配業務および郵便貯金、簡易保険の集金業務を秋田中央郵便局に移管。郵便番号を「〒010-1699」から「〒010-1631」に変更。
- 2007年（平成19年）10月1日 - 民営化。
- 2012年（平成24年）10月1日 - 日本郵便株式会社発足。

## 取扱内容
- 郵便、印紙、ゆうパック、内容証明、国際郵便
- 貯金、為替、振替、振込、国債
- 生命保険、バイク自賠責保険、がん保険
- ゆうちょ銀行ATM

## 周辺
- 秋田市立日新小学校
- 秋田市新屋ガラス工房
- 秋田市立秋田西中学校
- 秋田公立美術大学
- 国道7号
- 雄物川

## アクセス
- JR羽越本線 新屋駅から徒歩約12分
- 秋田中央交通バス 新屋郵便局前停留所下車
- 秋田自動車道 秋田中央ICから南西へ、もしくは秋田南ICから北西へそれぞれ約11km
- 駐車場あり：5台